# Ladies Professional Golf Association
Ladies Professional Golf Association, LPGA, grundades 1950 och är den äldsta idrottsorganisationen för professionella kvinnor i USA. LPGA är ansvarig för LPGA-touren och är även intresseorganisation för kvinnliga golfinstruktörer. Organisationen delar ut stipendier till lovande kvinnliga amatörspelare och har en egen sjukförsäkringsfond för sina medlemmar. LPGA grundades av 13 kvinnor:
- Alice Bauer
- Patty Berg
- Bettye Danoff
- Helen Dettweiler
- Marlene Bauer Hagge
- Helen Hicks
- Opal Hill
- Betty Jameson
- Sally Sessions
- Marilynn Smith
- Shirley Spork
- Louise Suggs
- Babe Zaharias

Vid sidan om LPGA-touren har organisationen även en utvecklingstour, Futures Tour, där de bästa spelarna får spela på LPGA-touren efterföljande år. LPGA arrangerar även en kvalificeringsskola där vinnaren får spela på LPGA-touren och Futures Tour året efter.
2001 startade LPGA Women's Senior Golf Tour för damer över 45 år.
LPGA har sitt huvudkontor i Daytona Beach i Florida.

## Utbildningsdivisionen
1959 bildades LPGA:s utbildningsdivision Teaching and Club Professional (T&CP) (T&CP). Sektionen har till syfte att utbilda och utveckla instruktörer, tränare och klubbprofessionals. Divisionen grundades av fyra kvinnor:
- Betty Hicks
- Barbara Rotvig
- Marilynn Smith
- Shirley Spork

## Rolex Player of the Year
Rolex Player of the Year är en utmärkelse till den spelare som samlat mest poäng baserat på placeringar bland de tio bästa i varje tävling. Majortävlingar ger dubbla poäng.

### Vinnare
| År   | Vinnare          | Poäng  |
| 1966 | Kathy Whitworth  | 131    |
| 1967 | Kathy Whitworth  | 116    |
| 1968 | Kathy Whitworth  | 141    |
| 1969 | Kathy Whitworth  | 102    |
| 1970 | Sandra Haynie    | 41     |
| 1971 | Kathy Whitworth  | 57     |
| 1972 | Kathy Whitworth  | 91     |
| 1973 | Kathy Whitworth  | 83     |
| 1974 | JoAnne Carner    | 82     |
| 1975 | Sandra Palmer    | 40     |
| 1976 | Judy Rankin      | 79     |
| 1977 | Judy Rankin      | 66     |
| 1978 | Nancy Lopez      | 92     |
| 1979 | Nancy Lopez      | 88     |
| 1980 | Beth Daniel      | 78     |
| 1981 | JoAnne Carner    | 60     |
| 1982 | JoAnne Carner    | 75     |
| 1983 | Patty Sheehan    | 61     |
| 1984 | Betsy King       | 55     |
| 1985 | Nancy Lopez      | 85     |
| 1986 | Pat Bradley      | 78     |
| 1987 | Ayako Okamoto    | 68     |
| 1988 | Nancy Lopez      | 49     |
| 1989 | Betsy King       | 76     |
| 1990 | Beth Daniel      | 82     |
| 1991 | Pat Bradley      | 59     |
| 1992 | Dottie Pepper    | 54     |
| 1993 | Betsy King       | 40     |
| 1994 | Beth Daniel      | 48     |
| 1995 | Annika Sörenstam | 43     |
| 1996 | Laura Davies     | 250.50 |
| 1997 | Annika Sörenstam | 313.50 |
| 1998 | Annika Sörenstam | 225.89 |
| 1999 | Karrie Webb      | 347.79 |
| 2000 | Karrie Webb      | 339.75 |
| 2001 | Annika Sörenstam | 384.25 |
| 2002 | Annika Sörenstam | 486.50 |
| 2003 | Annika Sörenstam | 340.19 |
| 2004 | Annika Sörenstam | 366.08 |
| 2005 | Annika Sörenstam | 374.00 |
| 2006 | Lorena Ochoa     | 313.00 |
| 2007 | Lorena Ochoa     | 422.00 |
| 2008 | Lorena Ochoa     | 314.00 |
| 2009 | Lorena Ochoa     | 160.00 |
| 2010 | Yani Tseng       | 188.00 |
| 2011 | Yani Tseng       | 336.00 |
| 2012 | Stacy Lewis      | 221.00 |
| 2013 | Inbee Park       | 303.00 |
| 2014 | Stacy Lewis      | 231.00 |
| 2015 | Lydia Ko         | 280.00 |
| 2016 | Ariya Jutanugarn | 268.00 |